# Ратнер, Александр Владимирович
Алекса́ндр Влади́мирович Ра́тнер (29 января 1948, Москва — 10 декабря 1991, там же) — советский историк, библиограф
. Один из авторов «Краткой литературной энциклопедии».

## Биография
В 1975 году окончил исторический факультет Московского педагогического института имени В. И. Ленина. После этого преподавал историю в школе. Не желая идти на компромиссы, отказался от защиты диссертации.
С 1980 года Ратнер — редактор журнала «Советская библиография». Член Археографической комиссии АН СССР, Учёного совета Исторической библиотеки РСФСР.
Умер в 1991 году. Похоронен на Донском кладбище.

## Научная деятельность
Александр Ратнер — историк, знаток русской литературы, автор работ в области области истории отечественной библиографии и историографии революционного движения в России.
Автор около 60 работ, посвящённых истории отечественных издательств, деятелям русской книги (Николаю Аблову, Митрофану Клевенскому, Алексею Шилову, Михаилу Ахуну, Натану Эйдельману и др.), а также справочника «Историки освободительного движения в России. Биобиблиографический словарь. Проект словника» (1985).
В личном архиве Ратнера (80 папок) собраны материалы для словаря русских библиографов, материалы к статьям для словаря русских писателей (1800—1917 годы), представлено обширное эпистолярное наследие Александра Владимировича. В 2006 году архив Александра Владимировича Ратнера поступил в фонд Кабинета библиотековедения Библиотеки Российской академии наук.
В 2007 году вышла книга «Конспект времени. Труды и дни Александра Ратнера» (составители Абрам Рейтблат и Анатолий Шикман). Сборник включает статьи Ратнера (об историках книжного дела и революционного движения), дневник, письма.

## Научные труды
- Ратнер А. В. Клевенский, Митрофан Михайлович // Краткая литературная энциклопедия. — М.: Сов. энцикл., 1962—1978. Т. 9: Аббасзадэ — Яхутль. — 1978. — Стб. 363.